# Контурси Терме
Конту̀рси Тѐрме (на италиански: Contursi Terme; на неаполитански: Conturs', Контурсъ) е малко градче и община в Южна Италия, провинция Салерно, регион Кампания. Разположено е на 250 m надморска височина. Населението на общината е 3408 души (към 2010 г.).